# Hugo Hergesell
Hugo Emil Hergesell, född 29 maj 1859 i Bromberg, död 6 juni 1938 i Berlin, var en tysk meteorolog.
Hergesell var professor i Strassburg 1900–1914 och därefter i Berlin, från oktober 1914 tillika direktör för aeronautiska observatoriet i Lindenberg. Han upprättade ett stort antal väderstationer i Elsass-Lothringen och inrättade i Strassburg ett aerologiskt institut för utforskning av atmosfären. Han medverkade även, som greve Ferdinand von Zeppelins medhjälpare, vid konstruktionen av de tyska "stela" luftskeppen och blev 1908 rikskommissarie för luftskeppstrafiken. Under första världskriget var han verksam vid organiserandet av den militära vädertjänsten, som under krigets gång alltmer fulländades, till en stor del tack vare honom.